# Много шум за нищо
„Много шум за нищо“ (на английски: Much Ado About Nothing) е комедия от английския драматург Уилям Шекспир, написана през 1598 – 1599 година.

## Място на действието
Действието в пиесата се развива в град Месина на остров Сицилия, по времето когато той е владение на арагонските крале.

## Сюжет
Разказва се за двама влюбени Клавдио и Херо, които ще се женят. В нощта преди сватбата Дон Хуан кара Клавдио да мисли, че бъдещата му жена му изневерява. Той го води в градината и му показва любовната среща между Борачио и Маргарита (една от компаньонките на Херо), но Клавдио не знае, че това е компаньонката и си мисли, че е Херо. Разгневен решава, че ще прекъсне сватбата. Отецът измисля план, с който истината да излезе наяве. Истината излиза наяве и Клавдио започва да съжалява за постъпката си и оплаква Херо, тъй като си мисли, че тя е мъртва (планът на отеца). Леонато предлага на Клавдио да се ожени за двойничка на Херо и той се съгласява. На следващия ден започва венчавката, но Херо излиза с маска. Клавдио пожелава да види лицето на девойката като се кълне преди това, че ще се ожени за нея. След като Херо открива лицето си Клавдио отбелязва, че девойката е втора Херо и тогава тя му разкрива, че тя всъщност е Херо и те се женят.

## Действащи лица
- Дон Педро – арагонски принц
- Дон Хуан – негов незаконен брат
- Бенедикт – млад падуански благородник
- Клавдио – млад флорентински благородник
- Леонато – губернатор на Месина
- Антонио – негов брат
- Балтазар – слуга на Дон Педро
- Кондар, Борачио – свита на Дон Хуан
- Кучидрян – началник на градската стража
- Киселица – негов помощник
- Отец Франциск
- Клисар
- Паж
- Херо – дъщеря на Леонато
- Беатриче – племенница на Леонато
- Урсула, Маргарита – компаньонки на Херо
- пратеници
- свирачи
- стражи
- придворни